# تپه کفتر خون قزقون به سر
تپه کفتر خون قزقون به سر مربوط به هزاره اول قبل از میلاد است و در شهرستان کهک، بخش فردو، روستای دستگرد واقع شده و این اثر در تاریخ ۲ آبان ۱۳۸۲ با شمارهٔ ثبت ۱۰۵۷۴ به‌عنوان یکی از آثار ملی ایران به ثبت رسیده است.